# 利马索尔区
利马索尔区（希臘語：Επαρχία Λεμεσού），是塞浦路斯的一个区，位于塞浦路斯南部。主要城镇为利马索尔。该区由塞浦路斯共和国政府控制。塞浦路斯英属基地区的一部分亚克罗提利位于该区南边。

## 聚居地
利马索尔区分为6个市镇和106个社区。部分市镇和社区如下：
- 利马索尔（市镇）
- 下波莱米季亚（市镇）
- 法蘇拉（社区）
- 奥莫佐斯（社区）